# Haldorus angulata
Haldorus angulata är en insektsart som beskrevs av Paul W. Oman 1938. Haldorus angulata ingår i släktet Haldorus och familjen dvärgstritar. Inga underarter finns listade i Catalogue of Life.